# 1999년 월드 인터유니버시티 게임
1999년 월드 인터유니버시티 게임(영어: 1999 World Interuniversity Games, 1st World Interuniversity Games)은 벨기에에 있는 안트베르펜에서 개최된 제1회 월드 인터유니버시티 게임이다.